# Mirsad Baljić
Mirsad Baljić (Sarajevo, 4 maart 1962) is een voormalig Joegoslavisch/Bosnisch voetballer die speelde als verdediger.

## Carrière
Baljić speelde van 1979 tot 1988 voor Željezničar Sarajevo en verhuisde naar Zwitserland. Hij ontvluchtte daarmee de dreigende oorlog in Joegoslavië, al bleef hij wel actief voor het nationale team. Hij speelde van 1988 tot 1992 voor FC Sion waarmee hij in 1991 de beker won en in 1992 de landstitel. Hij speelde daarna voor FC Zürich en Neuchâtel Xamax en sloot zijn carrière af in 1996 bij FC Locarno.
Hij speelde 29 interlands voor Joegoslavië waarin hij twee keer kon scoren. Hij nam deel aan de Olympische Spelen in 1984 en won brons. Hij nam ook deel EK 1984, waar zijn team onderaan eindigde in de poule. Hij nam in 1990 ook deel aan het WK voetbal, waar in de kwartfinale werd verloren van van Argentinië.

## Erelijst
- FC Sion
  - Landskampioen: 1992
  - Zwitserse voetbalbeker: 1991
- Joegoslavië
  -  Olympische Spelen: 1984